# Coregonus trybomi
Coregonus trybomi – gatunek słodkowodnej, bentopelagicznej ryby łososiokształtnej z rodziny łososiowatych (Salmonidae) i podrodziny siejowatych (Coregoninae); krytycznie zagrożony. Osiąga do 20 cm długości standardowej (SL). Podobnie jak inne gatunki z rodzaju Coregonus grzbiet ma ciemny, a boki ciała srebrzyste. Tarło przypada na miesiące wiosenne – kwiecień i maj i odbywa się na głębokości 10–30 m.

## Występowanie

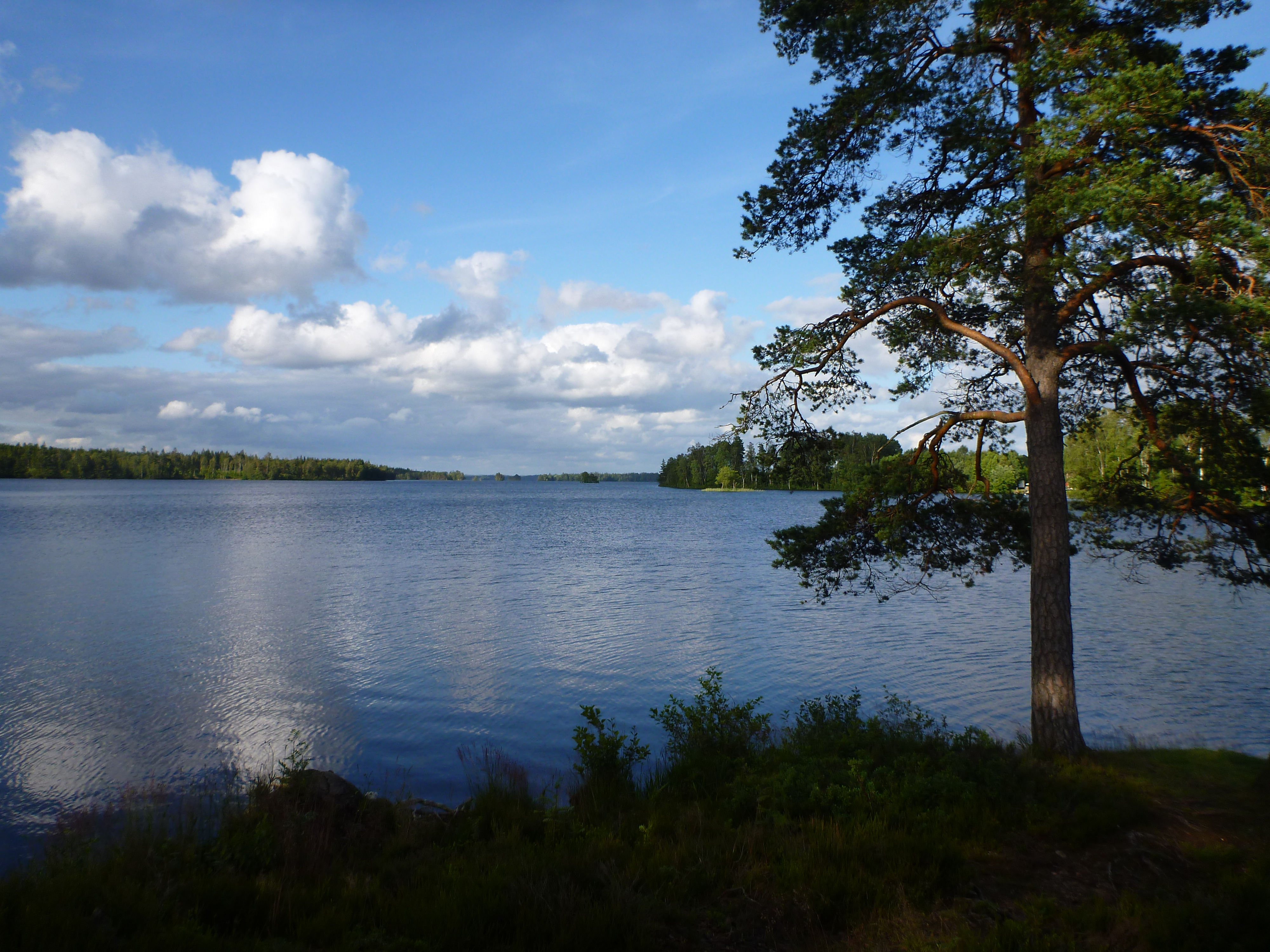
Jezioro Fegen – prawdopodobnie jedyne miejsce występowania C. trybomi

Gatunek znany tylko z czterech jezior na obszarze Szwecji – Ören (57°49′14″N, 15°43′37″E), Fegen (57°11′07″N, 13°7′55″E), Åsunden (57°42′04″N, 13°20′46″E) i Stora Hålsjön (57°33′44″N, 12°38′29″E). Zgodnie ze stanem wiedzy na rok 2008 prawdopodobnie jeszcze w latach 70. i 80. XX wieku całkowicie zniknął w trzech z czterech wymienionych akwenów – Ören, Åsunden i Stora Hålsjön – z powodu zakwaszenia wód i ekspansji gatunków obcych, m.in. sandacza pospolitego Sander lucioperca. Ostała się jedynie populacja w jeziorze Fegen (pow. 23,4 km²), jednak z racji tego, że są to ryby przebywające w strefie głębinowej, zajmują obszar nie większy niż 10 km². Populacje z jezior w Finlandii i Rosji z dużym prawdopodobieństwem nie są konspecyficzne z C. trybomi ze szwedzkich jezior.

## Taksonomia
Gatunek ten po raz pierwszy naukowo opisał szwedzki ichtiolog Gunnar Svärdson w 1979 w Speciation of Scandinavian Coregonus na podstawie holotypu znajdującego się obecnie (2019) w szwedzkim Naturhistoriska riksmuseet i skatalogowanego pod nr 35748. Jako miejsce typowe wskazał jezioro Ören w dorzeczu rzeki Motala ström. Nazwa rodzajowa Coregonus pochodzi od połączenia greckich słów „kore” (κόρη) – oznaczającego źrenicę oka – i „gonia” (γωνία) – kąt. Rodzaj ten został opisany w 1758 przez Karola Linneusza w Systema Naturae i początkowo był umieszczony jako podrodzaj w obrębie rodzaju Salmo.

## Ochrona
Od 2008 Międzynarodowa Unia Ochrony Przyrody (IUCN) uznaje C. trybomi za gatunek krytycznie zagrożony (CR). Choć wpis do czerwonej księgi IUCN nastąpił już w 1996, do 2008 nie było dostatecznych danych pozwalających określić stopień zagrożenia gatunku i figurował on w kategorii DD (data deficient). Połowy tej ryby w jeziorze Fegen są zabronione.